# Červená ještěrka
Červená ještěrka je česká filmová komedie z roku 1948, jehož režii provedl František Sádek. Hlavní roli zde ztvárnili Vlasta Fabianová, Jindřich Plachta a Václav Voska.

## Děj
Nudný maloměstský život 20. let 20. století ve fiktivním městysu Pěknicích nad Nežárkou naruší hned dvě značně neobvyklé události. Zničehonic zde velice podivně zmizí středoškolský profesor přírodopisu Bláha (Jindřich Plachta), třídní v oktávě místního gymnázia. Díky popletemému místnímu poštovnímu doručovateli (František Filipovský), který nalezne v lese jeho kabát a na vodě jeho klobouk s domnělým dopisem na rozloučenou, je omylem pokládán za mrtvého (ve skutečnosti pátrá po doposud neznámém živočišném druhu "červené ještěrce", lehce se zraní při tom na skále a zůstane spát nezvěstný na lesní samotě u manželů Šantrůčkových). Druhou událostí je premiéra hry Žebrácká opera v místním divadle, se kterou na několik dní do města zavítala Machova divadelní společnost, u které právě hostuje významná divadelní herečka, a pro místní pánskou honoraci i mimořádně atraktivní žena, Eva Gazdová (Vlasta Fabianová). Eva Gazdová je kromě toho mylně označena za původce páně profesorova náhlého zmizení a domnělého úmrtí (ve skutečnosti se ale jedná pouze o jeho bývalou gymnaziální žákyni z Hradce). Místní honorace však odmítne Žebráckou operu povolit a vynutí si reprízu starší operety s názvem Červená ještěrka, Eva Gazdová se uvolí ze starého přátelství k divadelnímu řediteli Machovi i v tomto umělecky pokleslém kusu vystoupit jako subreta. Ještě před tím se však náhodně seznámí s mladým a sympatickým profesorem (Václav Voska), který je krom toho i velkým znalcem a milovníkem umění. Situace se neustále komplikuje a postupně zamotává, nicméně všechna nedorozumění se postupně vysvětlí, ztracený pan profesor Bláha se nakonec šťastně vrátí domů zpět na oslavy svých 60. narozenin, Žebrácká opera je povolena k provozování, film končí optimistickým happyendem.

## Obsazení
| Jindřich Plachta     | gymnaziální profesor přírodopisu Bláha, třídní v oktávě |
| Vlasta Fabianová     | herečka Erna di Garmo vlastním jménem Eva Gazdová       |
| Václav Voska         | mladý gymnaziální profesor Vojtěch Voska                |
| Oldřich Musil        | ředitel divadelní společnosti Jiří Mach                 |
| František Kreuzmann  | okresní hejtman Gustav Bendl                            |
| Meda Valentová       | Bendlova žena                                           |
| Jaroslav Seník       | velkostatkář Rousek                                     |
| Blažena Slavíčková   | Cilinka, Rouskova žena                                  |
| Vojta Plachý-Tůma    | ředitel gymnázia Koníček                                |
| Blažena Částková     | Koníčkova žena                                          |
| František Vnouček    | hodinář Norbert Bolek                                   |
| Jindra Hermanová     | Maruška, Bolková žena                                   |
| Zdeněk Šavrda        | lékárník Karas                                          |
| Felix le Breux       | notář Špaček                                            |
| Milada Smolíková     | Bláhova hospodyně Stehlíková                            |
| František Filipovský | listonoš Černý                                          |
| Miloš Vavruška       | oktaván Černý, syn listonoše                            |
| Alena Kreuzmannová   | oktavánka Jarmila Hamrová                               |
| Ota Motyčka          | vesničan Šantrůček                                      |
| Marie Ježková        | Šantrůčkova žena                                        |
| Richard Záhorský     | sluha u hejtmana                                        |
| Karel Effa           | číšník                                                  |
| Miloš Kopecký        | vinárník                                                |
| Jaroslav Štercl      | průvodčí vlaku                                          |
| Antonín Šůra         | oktaván                                                 |